# Quinten Colman
Quinten Colman, né le 15 octobre 1996 à Waesmunster en Belgique, est un handballeur belge qui évolue au Saint-Raphaël Var Handball et en équipe nationale de Belgique,.

## Biographie
Arrivé à l'été 2021 au Dijon Métropole Handball, l'international belge rejoint à l'été 2023 le Tremblay Handball, avec lequel il remporte la Proligue, mais est recruté dès janvier 2024 par le Saint-Raphaël Var Handball à compter de la saison suivante.
Avec la Belgique, il est sélectionné pour le Championnat du monde 2023, terminé à la 21e place.

## Palmarès

### En club
- Vainqueur du Championnat de France de D2 (Proligue) en 2024

### En équipe nationale
- 21e place au Championnat du monde 2023.